# Суахили
Суахи́ли, кисуахи́ли (самоназвание — Kiswahili) — язык народа суахили. Крупнейший из языков банту по числу говорящих (более 150 млн чел.) и один из наиболее значительных языков африканского континента.
Являясь языком межэтнического общения, суахили распространён на обширной территории Восточной и Центральной Африки, от побережья Индийского океана на востоке до центральных областей ДР Конго на западе, от Сомали на севере до Мозамбика на юге. Является государственным языком в Танзании, Кении, Уганде и Руанде.
Для записи суахили используется алфавит на основе латиницы.

## Самоназвание
Название Kiswahili происходит от множественного числа араб. ساحل‎, sāhil; араб. سواحل‎, sawāhil со значением «побережье». С префиксом wa- слово используется для обозначения «жителей побережья», с префиксом ki- — их языка (Kiswahili — «язык жителей побережья»).

## Классификация
Суахили относится к языкам банту. Согласно генетической классификации Дж. Гринберга, языки банту относятся к бенуэ-конголезской группе нигеро-конголезской семьи.
Согласно внутренней классификации М. Гасри, язык суахили входит в группу G42: Бантоидные/Южные/Узкие банту/Центральные/G.

## Лингвогеография

### Социолингвистическая ситуация
По разным данным, суахили является родным для 2,5—5 млн человек. Ещё 50—70 млн человек используют его в качестве второго или третьего языка общения.
Суахили объявлен официальным в Танзании (в 1967 г.) и Кении (в 1974 г.). Правительство Уганды ввело его в качестве обязательного предмета для начальной школы в 1992 году и объявило официальным в 2005 году. В 2015 году правительство Руанды также признало суахили одним из официальных языков страны (помимо английского, французского и киньяруанда) и включило его в государственную школьную программу.
На суахили говорит примерно 90 % жителей Танзании (примерно 39 миллионов). Большинство образованного населения Кении может свободно говорить на нём, поскольку он является обязательным предметом в школе с первого класса. Суахилиязычными являются 5 провинций Демократической Республики Конго. Он также используется относительно небольшими группами населения в Бурунди, Мозамбике, Сомали, Малави и северной части Замбии.
На Коморских островах, включая Майотту, и в коморской диаспоре распространены диалекты коморского языка, традиционно считающиеся диалектами языка суахили.

### Диалекты
Современный стандартный суахили основан на диалекте Занзибара. Отделить диалекты друг от друга, с одной стороны, и диалекты от языков, с другой, довольно непросто и насчёт их списка имеется ряд расхождений:
- киунгуджа: диалект города Занзибара и его окрестностей;
- кутумбату и Кимакундучи: диалект областей Занзибара;
- кисетла: Сильно пиджинизированный вариант суахили. Используется для бесед с европейцами;
- найробийский суахили: диалект Найроби;
- кипемба: местный диалект Пембы;
- кингвана: диалект Демократической Республики Конго.

## Письменность
Современный суахили пользуется латинской графикой (введённой европейскими миссионерами в середине XIX века). Ранее, с X в., использовалась арабица (старосуахилийское письмо), крупнейший памятник которого — эпос «Книга об Ираклии» XVIII века. Первый памятник датируется 1728 годом.
В современном алфавите 24 буквы, не используются буквы Q и X, а буква C используется только в сочетании ch.

## История языка
Формирование суахили относится к периоду интенсивной торговли между народами, населявшими восточное побережье Африки и острова Занзибар, Пемба (и другие близлежащие острова), и арабскими мореплавателями. Сегодня в лексике и грамматике суахили очевидно арабское влияние, размеры которого объясняются мощным культурным и религиозным влиянием арабов. Предки этнических суахили (или так называемых waswahili), по-видимому, были потомками арабских и индийских переселенцев (главным образом, торговцев) и жителей внутренних областей Восточной Африки, принадлежавших к различным племенам банту. Две мощных волны переселений относятся соответственно к VIII—X вв. и XVII—XIX вв., что позволяет назвать ориентировочную дату начала развития языка.
Этнические суахили восточноафриканского побережья создали в XIII—XIX вв. свою культуру, являющуюся сплавом местных африканских традиций и восточных (прежде всего, арабо-мусульманских) влияний; они пользовались письменностью на арабской основе. Памятники этого времени (стихи, песни, исторические хроники и другие документы, самые ранние из которых относятся к XVIII в.) отражают так называемый старосуахилийский язык (представленный целым рядом диалектных разновидностей. Некоторые возникшие в ту эпоху варианты суахили теперь рассматриваются как самостоятельные языки, как, например, коморский — язык Коморских Островов в Индийском океане). Формирование современного общераспространённого стандартного суахили происходило на основе диалекта киунгуджа (остров Занзибар; занзибарский вариант суахили традиционно считается одним из наиболее «чистых» и «правильных»).
С расширением континентальной торговли суахили постепенно становится языком межэтнического общения. Эта важнейшая социальная роль суахили ещё более усилилась в постколониальный период, когда независимые государства Африки стали рассматривать суахили как настоящую альтернативу языкам бывших метрополий (прежде всего, английскому). Успешному распространению языка суахили способствует то, что большинством говорящих он воспринимается как «общеафриканский», но при этом также как нейтральный язык, не связанный ни с какой узкой этнической группой. Таким образом, по крайней мере в Танзании (населённой преимущественно народами банту), языку суахили удалось стать своего рода символом национального единства.

## Лингвистическая характеристика

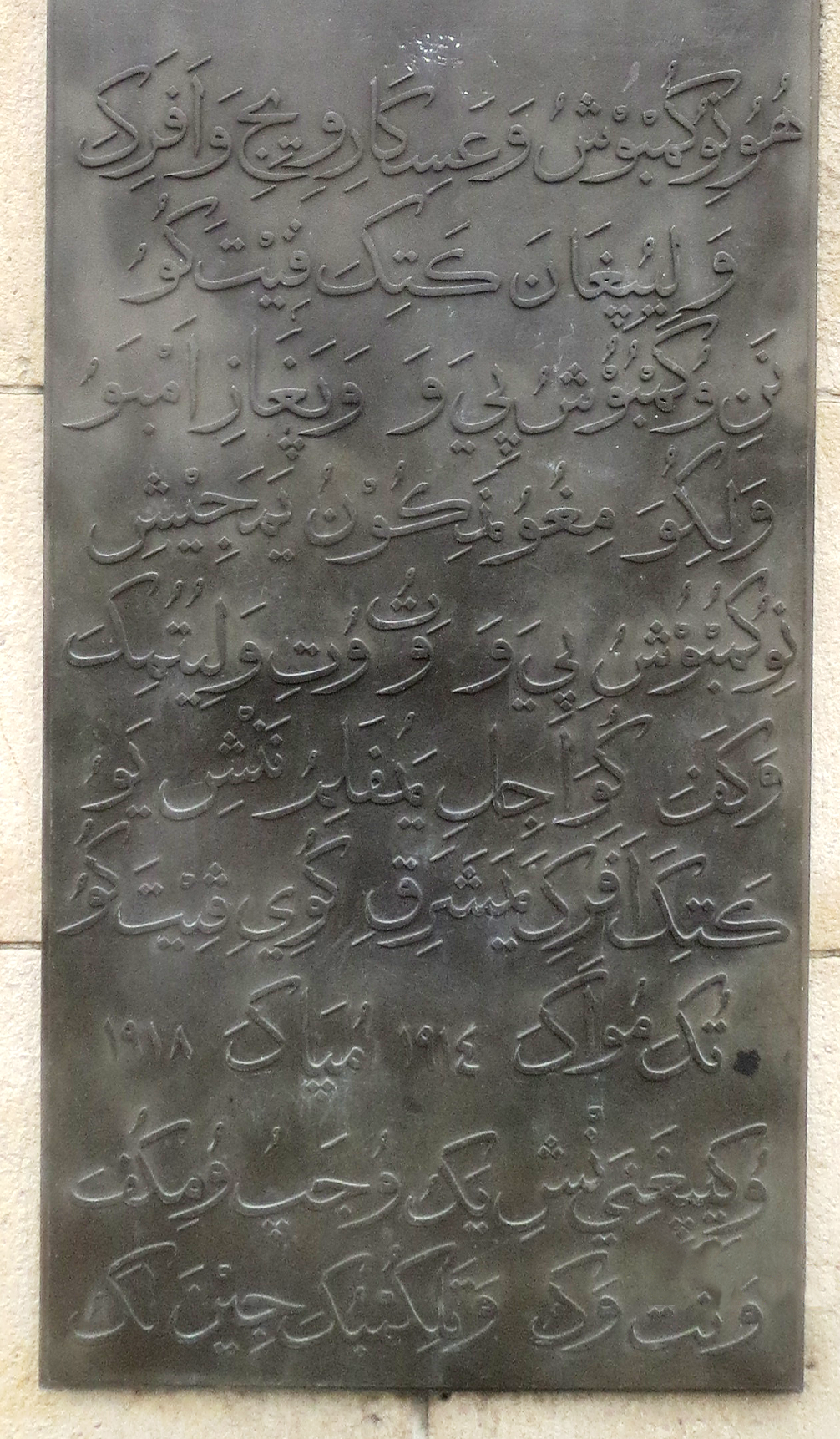
Мемориальная доска у памятника Аскари

Суахили — синтетический агглютинативный язык. Важнейшие грамматические значения выражаются внутри словоформы. Аналитически маркируется, например агенс в ряде пассивных конструкций.
| Активная конструкция           | Пассивная конструкция                      |
| ------------------------------ | ------------------------------------------ |
| Mtoto anasoma kitabu           | Kitabu ki-na-som-wa na mtoto               |
| Ребёнок 3Sg-PRAES-читать книга | Книга 3Sg:CL7-PRAES-читать-PASS=Ag ребёнок |
| «Ребёнок читает книгу»         | «Книга читается ребёнком»                  |

Предлогом может выражаться комитатив baba na mama — «отец с матерью», инструменталис kwa kisu — «ножом» и ряд других значений.

### Фонология
Важнейшим отличием фонологической системы суахили от прочих языков ареала является отсутствие фонологических тонов. Исключение составляет, в частности, диалект мвита.
Слог открытый. При этом [m] и [n] могут быть слоговыми. Наиболее частотные слоговые структуры: 1) Сm/n, 2) V, 3) CV, 4) CCV/Cm/nV, 5) CCCV/Cm/nCCy/wV.

#### Гласные
Литературный суахили содержит 5 гласных фонем: /ɑ/, /ɛ/, /i/, /ɔ/ и /u/.
Звук, соответствующий фонеме /u/ в алфавите международной фонетической ассоциации, находится между [u] и [o] (как, например, в итальянском)[уточнить]. Редукция отсутствует. Произношение не зависит от положения относительно ударного слога.
Дифтонги отсутствуют. Зияния устраняются глоттализацией.

#### Согласные
|                               | Губно-губные | Губно-зубные | Зубные   | Альвеолярные | Постальвеолярные | Палатальные   | Велярные | Глоттальные |
| Назальные смычные             | m [m]        |              |          | n [n]        |                  | ny [ɲ]        | ng’ [ŋ]  |             |
| Преназализованные смычные     | mb [mb]      |              |          | nd [nd]      |                  | nj [ɲɟ]~[ndʒ] | ng [ŋɡ]  |             |
| Имплозивные смычные           | b [ɓ]        |              |          | d [ɗ]        |                  | j [ʄ]         | g [ɠ]    |             |
| Взрывные смычные              | p [p]        |              |          | t [t]        | ch [tʃ]          |               | k [k]    |             |
| Придыхательные смычные        | p [pʰ]       |              |          | t [tʰ]       | ch [tʃʰ]         |               | k [kʰ]   |             |
| Преназализованные фрикативные |              | mv [ɱv]      |          | nz [nz]      |                  |               |          |             |
| Звонкие фрикативные           |              | v [v]        | (dh [ð]) | z [z]        |                  |               | (gh [ɣ]) |             |
| Глухие фрикативные            |              | f [f]        | (th [θ]) | s [s]        | sh [ʃ]           |               | (kh [x]) | h [h]       |
| Дрожащие                      |              |              |          | r [r]        |                  |               |          |             |
| Боковые                       |              |              |          | l [l]        |                  |               |          |             |
| Аппроксиманты                 |              |              |          |              |                  | y [j]         | w [w]    |             |

Преназализация является типичным явлением для африканских языков. Придыхательные велярные согласные являются заимствованием из арабского языка.

### Морфология
Суахили обладает очень богатой именной и глагольной морфологией. Для него, как и для большинства банту, характерна сложная система именных согласовательных классов.

#### Имя
Система согласовательных классов суахили претерпела значительные изменения за время своего существования, во многом потеряв изначальную семантическую мотивацию. Исходная система содержала 22 согласовательных класса. Исследователи выделяют от 16 до 18 оставшихся в настоящее время. В принятой на сегодняшний день трактовке шесть из них обозначают существительные в единственном числе, пять — во множественном, один класс для абстрактных существительных, класс для глагольных инфинитивов и три локативных класса.
| класс | префикс     | единственное число | перевод   | множественное число | перевод   |
| ----- | ----------- | ------------------ | --------- | ------------------- | --------- |
| 1, 2  | m-/mu-, wa- | mtu                | «человек» | watu                | «люди»    |
| 3, 4  | m-/mu-, mi- | mti                | «дерево»  | miti                | «деревья» |
| 5, 6  | Ø/ji-, ma-  | jicho              | «глаз»    | macho               | «глаза»   |
| 7, 8  | ki-, vi-    | kisu               | «нож»     | visu                | «ножи»    |
| 9, 10 | Ø/n-, Ø/n-  | ndoto              | «мечта»   | ndoto               | «мечты»   |
| 11    | u-          | ua                 | «цветок»  |                     |           |
| 14    | u-          | utoto              | «детство» |                     |           |

Существительные 1 и 2 классов, в основном, обозначают одушевлённые предметы и, в особенности, людей: mtu watu, mtoto — watoto;
классы 3 и 4 — так называемые классы «деревьев», однако помимо деревьев и растений в него попадают также и такие физические объекты как mwezi «луна», mto «река», mwaka «год», в результате чего семантическая мотивация класса ставится под вопрос;
15 класс на ku- — класс инфинитивов; класс 7 часто называют классом «вещей», так как в него часто попадают такие предметы как kitu «вещь» и kiti «стул», однако он содержит и такие слова как kifafa «эпилепсия»; u- — префикс абстрактных классов, не имеющих множественного числа.
Пространственные отношения в суахили выражаются при помощи локативных классов.
Критерием определения именного класса, к которому относится словоформа, является согласовательная цепочка, состоящая из префикса класса, адъективного показателя для данного класса, приглагольного согласователя, согласователя указательных местоимений и согласователя посессива.
Например, сравним цепочки 3 и 1 классов:
| № класса | Префикс класса | Адъективный показатель | Приглагольный согласователь | Согласователь указательного местоимения | Согласователь посессива |
| -------- | -------------- | ---------------------- | --------------------------- | --------------------------------------- | ----------------------- |
| 1        | m/mw-          | m/mw-                  | a-                          | -yu                                     | w-                      |
| 3        | m/mw-          | m/mw-                  | u-/w-                       | -u                                      | -w                      |

Указанный метод позволяет выделить 18 согласовательных классов и показывает нарастающую десемантизацию согласовательного класса в суахили.
Прилагательное образуется от того же корня, что и существительное, но маркируется специальным показателем. Пассивная валентность прилагательного отличается от валентности существительного возможностью присоединять наречия и недостаточные глаголы, формируя тем самым степени сравнения:
| Положительная степень      | Сравнительная степень                | Превосходная степень     |
| -------------------------- | ------------------------------------ | ------------------------ |
| alikuwa mtoto mzuri sana   | mtoto alikuwa ni mzuri kushinda mimi | mtoto aliye mzuri        |
| «Он был красивым ребёнком» | «Ребёнок красивее меня»              | «Самый красивый ребёнок» |

Сравнительная степень выражается формой глагола с корнем -shinda «превосходить». Превосходная — формой недостаточного глагола -li-.
Наречия в суахили либо вовсе не представлены и квалифицируются как специфические формы тех или иных частей речи (локативных существительных, прилагательных), либо задаются списком и не имеют большого значения в языке.

#### Глагол
Общая морфемная формула глагольной словоформы в суахили такова:
(Pr) + Pr + (In) + (In) + (In/In) + R + (Sf) + (NSf) + (Sf) + (Sf), где Pr — префикс, In — инфикс, R — корень, Sf — суффикс.
Глагол включает в себя однозначные и многозначные морфемы парадигматического и непарадигматического порядка. Однозначные морфемы представлены Pr (hu — маркирует хабитуалис); In (-ta, -li — показатели времени, -ji — показатель рефлексива), Sf (-ua/-oa — показатель реверсива, -e — показатель наклонения). Синкретические: Pr (-ha — показатель отрицания, времени и наклонения), Pr (субъектный согласователь — лицо, число, класс), In (-a-, -na-, -me-, -ka-, nge-, -ngali-, -si — показатели времени, вида, наклонения, отрицания), In (объектный согласователь — лицо, число, класс; релятивный показатель — лицо, число, класс, релятивность), Sf (залог и вид), Sf (релятивный согласователь — лицо, число, класс, наклонение), Sf (-i — показатель отрицания, времени, наклонения, употребителен только в циркумфиксе ha…-…i).
Таким образом, глаголу свойственны парадигматические характеристики лица, числа, класса, времени, вида, залога, наклонения, релятивности, отрицания. К непарадигматическим характеристикам можно отнести грамматические характеристики значения всех суффиксов производных форм, кроме суффикса -wa, выражающего значение залога.
| Форма         | Перевод               |
| ------------- | --------------------- |
| soma          | «Читай!»              |
| husoma        | «Обычно он читает»    |
| a-na-soma     | «Он читает»           |
| a-mw-ambi-e   | «Пусть-он-ему-скажет» |
| ha-wa-ta-soma | «Они не будут читать» |

| -a-  | Настоящее время/хабитуалис |
| -na- | Дуратив/прогрессив         |
| -me- | Перфект                    |
| -li- | Прошедшее                  |
| -ta- | Будущее                    |
| hu-  | Хабитуалис                 |
| -ki- | Кондиционалис              |

Суахили обладает развитой системой актантной деривации и залоговых преобразований:
Пассив:
| Kitabu | ki-     | -na- | -som-  | -wa  | na | mtoto   |
| Книга  | 3Sg:7Cl | PRES | читать | PASS | Ag | ребёнок |

«Книга читается ребёнком»
Реципрок:
| wa- | -li- | -salida- | -na |
| 2Pl | PAST | помогать | REC |

«Они помогали друг другу»
Каузатив:
| wa- | -li- | -fia          | kuni  |
| 2Pl | PAST | гибнуть: BENF | дрова |

«Они погибли за дрова»
Декаузатив:
| Kikombe           | ki-     | -me- | -vunji- | -ka        |
| чашка             | 3Sg:CL7 | PERF | разбить | RES:DECAUS |
| «Чашка разбилась» |         |      |         |            |

### Синтаксис
Стандартный порядок слов в синтагме SVO. Определение стоит в постпозиции к определяемому слову.
Маркирование в предикации вершинное, что является типичным для языков этой области. Согласование с объектом возможно, но не обязательно. В именной группе также наблюдается зависимостное маркирование:
| Маркирование в предикации                 | Маркирование в именной группе            | Согласованное определение |
| ----------------------------------------- | ---------------------------------------- | ------------------------- |
| wa-toto wa-na-ki-soma ki-tabu             | m-ungu m-kuu wa-kabila                   | m-tu m-wema               |
| 2Pl-ребёнок 2Pl-PRES-7Sg-читать 7Sg-книга | 1Sg-Бог 1Sg-верховный POSS:1Sg=5Sg-народ | 1Sg-человек 1Sg-хороший   |
| «Дети читают книгу»                       | «Верховный Бог Народа»                   | «Хороший человек»         |

Тип ролевой кодировки в предикации — аккузативный.
| Неаккузативный глагол            | Неэргативный глагол            | Двухместный глагол                                    |
| -------------------------------- | ------------------------------ | ----------------------------------------------------- |
| m-toto a-li-kwenda               | m-toto a-li-lala               | m-toto a-li-m-piga mwali                              |
| 1Sg-ребёнок 1Sg:Subj-PAST-бежать | 1Sg-ребёнок 1Sg:Subj-PAST-спал | 1Sg-ребёнок 1Sg:Subj-PAST-1Sg:Obj-ударить 1Sg-девочка |
| «Ребёнок шёл»                    | «Ребёнок спал»                 | «Ребёнок ударил девочку»                              |

Обилие пассивных конструкций также говорит в пользу аккузативности языка.

## Изучение языка
Суахили вошёл в научный обиход сравнительно поздно — со второй половины XIX в., когда были предприняты первые попытки описания его грамматического строя. К концу XIX в. уже существовали первые практические грамматики и словари.
В XX в. интерес к суахили существенно возрос. В настоящее время суахили преподаётся и изучается почти во всех крупных университетах и научно-исследовательских центрах Германии, Англии, Франции, Италии, Бельгии, Японии, Китая, США и других стран. Африканские учёные также занимаются его исследованиями. В Танзании существует Институт исследования суахили при Дар-эс-Саламском университете, издающий научный журнал по различным вопросам языка, литературы и культуры суахили.

## Суахили в популярной культуре
Ставшее международным слово сафари — слово из языка суахили (в свою очередь заимствованное из арабского), означающее «путешествие», «поездка». Название страны Уганда происходит из языка суахили (суахили Uganda) и означает «страна народа ганда».
В 1975 году африканская группа Black Blood записала в Бельгии песню Aie a Mwana, занявшую первые места в хит-парадах Бельгии и Франции.